# سلطان الشمری
سلطان الشمری (انگلیسی: Sultan Al-Shammeri؛ زادهٔ ۲۸ اکتبر ۱۹۹۱) یک ورزشکار اهل عربستان سعودی است.
از باشگاه‌هایی که در آن بازی کرده‌است می‌توان به باشگاه فوتبال الفتح عربستان سعودی اشاره کرد.